# Mångeln
Mångeln är en sjö i Ockelbo kommun i Gästrikland och ingår i Testeboåns huvudavrinningsområde. Sjön är 8 meter djup, har en yta på 1,63 kvadratkilometer och befinner sig 139 meter över havet. Sjön avvattnas av vattendraget Laån.

## Delavrinningsområde
Mångeln ingår i det delavrinningsområde (674967-154288) som SMHI kallar för Utloppet av Mångeln. Medelhöjden är 171 meter över havet och ytan är 12,7 kvadratkilometer. Räknas de 3 avrinningsområdena uppströms in blir den ackumulerade arean 48,03 kvadratkilometer. Laån som avvattnar avrinningsområdet har biflödesordning 2, vilket innebär att vattnet flödar genom totalt 2 vattendrag innan det når havet efter 60 kilometer. Avrinningsområdet består mestadels av skog (80 procent). Avrinningsområdet har 1,63 kvadratkilometer vattenytor vilket ger det en sjöprocent på 12,8 procent.